# Ladungskonjugation
Die Ladungskonjugation oder C-Transformation (für englisch Charge = Ladung) überführt, wie weiter unten an einem Beispiel gezeigt, die relativistische Gleichung eines Teilchens in die Gleichung des zugehörigen Antiteilchens. Bei dieser Transformation werden also die quantenmechanischen Zustände eines Teilchens in entsprechende Zustände seines Antiteilchens transformiert. Dabei kann sich das Vorzeichen der Ladung ändern. Masse, Energie, Impuls und Spin des Teilchens bleiben aber unverändert.
Die elektromagnetische und die starke Wechselwirkung sind invariant unter Ladungskonjugation (kurz C-invariant), d. h., bei Streuung oder Zerfall verhalten sich die ladungsgespiegelten Zustände wie die ursprünglichen Zustände. Die schwache Wechselwirkung ist im Gegensatz dazu nicht uneingeschränkt C-invariant. Eine Erklärung dieser Einschränkung folgt weiter unten.

## Ladungskonjugation des Dirac-Feldes
Eine grundlegende Gleichung der relativistischen Quantenmechanik, die auch das Verhalten von Antimaterie korrekt beschreibt, ist die Dirac-Gleichung. Für Teilchenfelder {\displaystyle \psi }, die an den oben genannten Wechselwirkungen wie z. B. der elektromagnetischen Wechselwirkung teilnehmen, lautet sie:
{\displaystyle (i{\partial \!\!\!{\big /}}-q{A\!\!\!{\big /}}-m)\psi =0}.
Das Feld des zugehörigen Antiteilchens erfüllt dagegen die Gleichung mit der umgekehrten elektrischen Ladung
{\displaystyle (i{\partial \!\!\!{\big /}}+q{A\!\!\!{\big /}}-m)\psi _{c}=0}.
Die erste Gleichung kann nun durch einige algebraische Umformungen in die zweite Gleichung überführt werden. Entsprechend kann auch die Wellenfunktion {\displaystyle \psi _{c}} als Lösung der zweiten Gleichung über eine lineare Transformation aus der ursprünglichen Wellenfunktion {\displaystyle \psi } als Lösung der ersten Gleichung berechnet werden. Diese lineare Transformation soll im Folgenden hergeleitet werden. Eine hilfreiche Gleichung ist dabei die adjungierte Wellengleichung mit der adjungierten Wellenfunktion {\displaystyle {\overline {\psi }}=\psi ^{\dagger }\gamma ^{0}}
{\displaystyle {\overline {\psi }}(-i{\partial \!\!\!{\big /}}-q{A\!\!\!{\big /}}-m)=0}.
Die partielle Ableitung wirkt hier nach links, gemäß {\displaystyle {\overline {\psi }}{\partial \!\!\!{\big /}}=\partial _{\mu }\psi ^{\dagger }\gamma ^{0}\gamma ^{\mu }}. Die davon transponierte Gleichung ergibt genau dann die Gleichung für das Antiteilchen, wenn eine 4x4-Matrix {\displaystyle C} mit der folgenden Eigenschaft gefunden wird
{\displaystyle C\gamma ^{\mu {\textsf {T}}}C^{-1}=-\gamma ^{\mu }}.
Die Ladungskonjugationsmatrix ist damit bis auf einen komplexen Phasenfaktor eindeutig festgelegt und die gesuchte lineare Transformation kann in der folgenden Form geschrieben werden
{\displaystyle \psi _{c}=\eta _{c}\,C{\overline {\psi }}^{\textsf {T}}}.
Die komplexe Zahl {\displaystyle \eta _{c}} ist ebenfalls ein Phasenfaktor mit {\displaystyle |\eta _{c}|=1}. Er wird oftmals als {\displaystyle \eta _{c}=1} verwendet. Die gesuchte 4x4-Matrix {\displaystyle C} wird Ladungskonjugationsmatrix genannt und kann bei gegebener Darstellung der Dirac-Matrizen aus den genannten vier Gleichungen berechnet werden. In der Dirac-Darstellung der Gamma-Matrizen ergibt sich
{\displaystyle C=\mathrm {i} \,\gamma ^{2}\,\gamma ^{0}={\begin{pmatrix}&-\mathrm {i} \sigma ^{2}\\-\mathrm {i} \sigma ^{2}\end{pmatrix}}.}
Diese Matrix ist unitär und antisymmetrisch. Der frei wählbare Phasenfaktor wurde so gewählt, dass die Matrix reell und damit auch orthogonal ist. Es gilt also:
{\displaystyle C^{-1}=C^{\dagger }=C^{\text{T}}=-C}.
Falls zwei verschiedene Darstellungen mit den Indizes {\displaystyle 1} bzw. {\displaystyle 2} gekennzeichnet werden, so lässt sich die zweite Darstellung der Dirac-Matrizen über eine unitäre Abbildung aus der ersten Darstellung gemäß
{\displaystyle \gamma _{2}^{\mu }=U\,\gamma _{1}^{\mu }\,U^{\dagger }}
berechnen. Für die verschiedenen Darstellungen der Ladungskonjugationsmatrix gilt deshalb
{\displaystyle C_{2}=U\,C_{1}\,U^{\text{T}}}.
Ein erneut frei wählbarer Phasenfaktor wurde bei dieser Formel nicht explizit angegeben. Mit dieser Formel lässt sich leicht zeigen, dass die Ladungskonjugationsmatrix in jeder Darstellung unitär und antisymmetrisch ist. In der Dirac-, Weyl- und Majorana-Darstellung kann der Phasenfaktor so gewählt werden, dass die Matrix auch reell ist. Diese Eigenschaft gilt aber nicht immer.

## C-Parität
Im Folgenden soll erneut die Abbildung betrachtet werden, die aus einem Zustand eines Teilchens den Zustand des zugehörigen Antiteilchens macht:
{\displaystyle |\psi _{c}\rangle ={\mathcal {C}}|\psi \rangle }
Diese Abbildung wird als Ladungskonjugation bezeichnet und darf nicht mit der oben genannten Ladungskonjugationsmatrix {\displaystyle C} verwechselt werden. Die Ladungskonjugation ist wie der Paritätsoperator eine Involution und führt bei zweifacher Anwendung auf den ursprünglichen Zustand zurück. Für den Fall, dass nun so wie beim Photon nicht zwischen Teilchen und Antiteilchen unterschieden werden kann, so ist jeder Teilchenzustand {\displaystyle |\psi \rangle } auch ein Eigenzustand der Ladungskonjugation:
{\displaystyle {\mathcal {C}}\,|\psi \rangle =\eta _{C}\,|\psi \rangle }.
Der Eigenwert {\displaystyle \eta _{C}} dieses Eigenzustandes wird als C-Parität des Teilchens bezeichnet. Wegen
{\displaystyle {\mathcal {C}}^{2}|\psi \rangle =\eta _{C}{\mathcal {C}}|\psi \rangle =\eta _{C}^{2}|\psi \rangle \,{\overset {!}{=}}\,|\psi \rangle },
kann der Eigenwert {\displaystyle \eta _{C}} nur die Werte {\displaystyle \pm 1} annehmen. Da ein physikalischer Zustand und dessen ladungskonjugierter Zustand entgegengesetzte elektrische Ladungen tragen, können nur elektrisch neutrale Zustände auch Eigenzustände der Ladungskonjugation sein. Solche Eigenzustände können also Neutrinozustände, gebundene Teilchen-Antiteilchen-Zustände, wie das neutrale Pion {\displaystyle \pi ^{0}}, das Positronium oder das Photon sein.

## Maximale Verletzung der C-Symmetrie
Im Standardmodell der Elementarteilchenphysik werden Neutrinos durch Dirac-Spinoren dargestellt, weil sich bei einer Ladungskonjugation in dieser Darstellung die Chiralität eines Neutrinos nicht ändert. Ein linkshändiges Neutrino wird bei einer Ladungskonjugation damit zu einem linkshändigen Antineutrino, das gemäß dem Standardmodell dann nicht mehr an der schwachen Wechselwirkung teilnimmt. Diese Eigenschaft der (elektro)schwachen Wechselwirkung wird auch als maximale Verletzung der C-Symmetrie bezeichnet.
Ob zwischen Neutrinos und Antineutrinos unterschieden werden kann, ist derzeit noch offen. Eine Möglichkeit zur experimentellen Klärung bietet ein fraglicher Zerfallsmodus, der neutrinolose Doppel-Betazerfall, der nur möglich ist, falls Neutrinos Majorana-Spinoren und keine Dirac-Spinoren sind. Nach diesem Zerfallsmodus wird in Experimenten wie dem Enriched Xenon Observatory (EXO200) gesucht.